# Національний парк Сетонайкай
Національний парк Сетонайкай (яп. 瀬戸内海国立公園, Setonaikai Kokuritsu Kōen) — це японський національний парк, що складається з районів внутрішнього моря Сето Японії та десяти прилеглих префектур. Визначений національним парком у 1934 році, він кілька разів розширювався. У ньому близько 3000 островів, відомих як острови Сетоуті, в тому числі всім відома Іцукусіма. Оскільки парк охоплює багато несуміжних територій і охоплює невелику частку загальної площі Внутрішнього моря, контроль і захист є проблематичними; значна частина ширшої території є сильно індустріалізованою.

## Історія
У 1934 році, коли ця територія була задумана як перший національний парк Японії, вона була набагато меншою за сучасну територію. Через шістнадцять років, у 1950 році, розширення планувалося включити інші знакові місця в регіоні, довівши загальну площу приблизно до сучасної. Сетонайкай — найбільший національний парк Японії.
У 1996 році храм Іцукусіма (префектура Хіросіма) був зареєстрований ЮНЕСКО як «культурний об'єкт Світової спадщини». Він відомий як одне з трьох «наймальовничіших місць» Японії.
У 1960-х і 1970-х роках в Японії почався період швидкого економічного зростання, що призвело до промислового забруднення навколишнього середовища. Як у прісних, так і в океанських водах неконтрольований хімічний стік призвів до зниження якості води, головним чином через використання місцевими фермами синтетичних добрив, пестицидів і гербіцидів. Згубний рівень важких металів почав зростати, поступово впливаючи на природний харчовий ланцюг і ширшу екосистему. Починаючи з 1980-х років (і продовжуючи до наших днів), якість води різко покращилася; будуть запроваджені суворіші правила щодо використання хімічних речовин і стоків, а також технологічний прогрес, а саме високоефективна система очищення стічних вод.

## Клімат
Національний парк Сетонайкай підтримує відносно м'які температури протягом року, тому клімат іноді називають «середземноморським»; по суті, середня температура взимку рідко опускається нижче нуля або вище 90 °F (близько 30 °C) влітку.

## Місця
У національному парку багато пам'яток. Протока Канмон — одна з них. Це між Хонсю і Кюсю. Через протоку перекинуто підвісний міст під назвою міст Канмон. У 1973 році, коли його відкрили для публіки, це був найдовший міст (0,66 милі) в Азії.
Вири Наруто у префектурі Токусіма — це приливні вири у протоці Наруто, каналі між Наруто та островом Авадзі у префектурі Хьоґо. Вири, одна з головних туристичних визначних пам'яток префектури, утворюються через вузьку ширину (0,8 милі) протоки та рівень води 5,6 футів між Внутрішнім морем і Відкритим морем, спричинений припливами та відпливами. Іноді він створює вир діаметром 100 футів.

## Зручності
У парку є заклади, де люди можуть відчути та дізнатися про природу. Центр охорони природи на горі Рокко та Будинок гідів на горі Рокко у префектурі Хьоґо — це місця, де люди можуть знайти природні зразки гори Рокко.
Бізнес-центр Wasuzan розташований у префектурі Окаяма. Він стоїть на вершині гори Вашудзан. Він розташований біля мосту Сето-охасі, який є серією з десяти мостів між префектурами Окаяма та Каґава. Загальна довжина 8,1 милі (13,1 км). Із центру відкривається панорама мосту та внутрішнього моря. Можна дізнатися про природу навколо мосту та історію Внутрішнього моря.

## Природні зони
- Острови: острів Авадзі (частина), острови Бойо, Ієсіма, Міядзіма, Наосіма, острови Сіваку, Шодосіма, Томогасіма
- Гори: гора Рокко, гора Майя, гора Норо
- Протоки: протока Акасі, протока Хойо, протока Кітан, протока Наруто, протока Канмон
- Інше: вири Наруто[11]

## Культурні пам'ятки
- Святині: Іцукусіма Дзіндзя, Котохіра-гу, Мекарі
- Храми: Футаго-дзі, Ясіма-дзі[11]

## Споріднені муніципалітети
Парк перетинає межі 55 міст, 14 селищ та одного село:
- Ехіме: Іката, Імабарі, Каміджіма, Мацуяма, Одзу, Сайджьо, Яватахама
- Фукуока: Кітакюсю
- Хіросіма: Етадзіма, Фукуяма, Хацукаїті, Хіґасі-Хіросіма, Хіросіма, Куре, Міхаре, Ономіті, Осакі-Камідзіма, Отаке, Сака, Такехара
- Хіоґо: Айой, Акасі, Ако, Асія, Авадзі, Хімедзі, Кобе, Мінамі-Авадзі, Нісіномія, Сумото, Такарадзука, Тацуно
- Каґава: Хігасі-Кагава, Канондзі, Котохіра, Манно, Маруґаме, Мітойо, Наосіма, Сакаїде, Санукі, Сьодосіма, Тадоцу, Такамацу, Тоношьо, Дзенцудзі
- Оїта: Бунґо-Такада, Хімесіма, Кунісакі, Оїта
- Окаяма: Асакуті, Бідзен, Касаока, Курасікі, Окаяма, Сетоуті, Тамано
- Токусіма: Наруто
- Вакаяма: Вакаяма
- Ямаґуті: Хікарі, Хірао, Хофу, Івакуні, Каміносекі, Кудамацу, Сімоносекі, Сюнан, Суо-Осіма, Табусе, Янай